# Litoral Sul (Rio Grande do Norte)
Litoral Sul is een van de 19 microregio's van de Braziliaanse deelstaat Rio Grande do Norte. Zij ligt in de mesoregio Leste Potiguar en grenst aan de microregio's Macaíba, Agreste Potiguar en Litoral Norte (PB). De microregio heeft een oppervlakte van ca. 1.390 km². In 2006 werd het inwoneraantal geschat op 121.981.
Tien gemeenten behoren tot deze microregio:
- Arês
- Baía Formosa
- Canguaretama
- Espírito Santo
- Goianinha
- Montanhas
- Pedro Velho
- Senador Georgino Avelino
- Tibau do Sul
- Vila Flor

Mesoregio's: Agreste Potiguar · Central Potiguar · Leste Potiguar · Oeste Potiguar

Microregio's: Angicos · Agreste Potiguar · Baixa Verde · Borborema Potiguar · Chapada do Apodi · Litoral Nordeste · Litoral Sul · Macaíba · Macau · Médio Oeste · Mossoró · Natal · Pau dos Ferros · Seridó Ocidental · Seridó Oriental · Serra de São Miguel · Serra de Santana · Umarizal · Vale do Açu